# Kalničko-bilogorski Srbi
Kalničko-bilogorski Srbi ili vretanijski Srbi, nastanjuju prostor severozapadne Hrvatske od reke Ilove na istoku, do gore Kalnika na zapadu, Podravine na severu i Moslavine na jugu. Žive u dvadesetak manjih naselja, koja su podeljena u nekoliko hrvatskih županija: Koprivničko-križevačkoj, Bjelovarsko-bilogorskoj, Varaždinskoj i Zagrebačkoj.

## Etnološke, antropološke i jezičke karakteristike
Kalničko-bilogorski Srbi pripadaju, uz žumberačke i gomirske Srbe, najzapadnijoj grani srpskog naroda. Potomci su Srba iz raznih oblasti Balkanskog poluostrva — od Makedonije i Stare Srbije, preko Kosova i Raške, Crne Gore, Bosne i Hercegovine, današnje Vojvodine, Slavonije (među njima ima i stopljenog starosedelačkog stanovništva koje se pominje u istoriografiji pod imenom „Slovinaca” ili „Slovenaca”) i Dalmacije.
Većinom pripadaju dinarskom antropološkom tipu.
Govore istočnohercegovačkim štokavskim dijalektom s manjim obeležjima hrvatskog kajkavskog narečja (glogovničko-bilogorski, podravski).

### Karakteristična prezimena i poreklo
Prema istraživanjima čuvenog srpskog teologa, filozofa i pravnika, dr Radoslava M. Grujića kalničko-bilogorski Srbi potiču iz raznih srpskih krajeva. Tako su:
- poreklom iz uže Srbije: Bubanovići, Grubači, Grubačevići — od Temnića. Beljaci, Bogavci, Gvozdenovići, Bogojevići — od Ibra. Selakovići/Salakovići, Štrbci, Čavići — od Staroga Vlaha. Vitanovići, Klisurići, Keserići, Keserini — od Poljanice. Navedeno potvrđuju stare rukopisne i štampane knjige iz manastira Svetog Joakima Osogovskog (Sarandapora), sela Petnice niže Čačka pisanih 1488. godine, te manastira: Čokešine, Bogovađe i Radovakščice, koje su se, po navođenju Dr Radoslava M. Grujića, nalazile u manastiru Lepavini i „drugim crkvama ove oblasti”.
- poreklom iz Stare Srbije: Šiljci, Crljenice, Brnjice, Grbe, Grbići, Žile, Dlake, Šarci, Rončevići, Strainići, Dragaši, Dragaševići...
- poreklom sa Sandžaka: Kuštrići, Mirići, Kodići…
- poreklom s Kosova i Metohije: Korše, Goranovići, Rajnići, Nedići…
- poreklom iz Makedonije: Smoljanci i Smoljanovići, Sedramci, Kirovići, Dimići, Zake, Avirovići, Pandovići, Šovići, Komlenci, Komlenovići, Šešići...
- poreklom iz Hercegovine: Ljubišići, Komadine, Odžići, Radmilovići, Raići, Rađe, Ćaćuge — od Bilećkih Rudina. Vrankovići, Ratkovići, Počuče, Inići — od Šume, Površa, Zubaca, kao i Božovići, Vujičići, Kukići, Mandići, Nježići, Radoševići, Dobrenići, Kovačevići, Vujanovići, Sabolovići, Stojnići, Vukmirići, Domazeti i drugi koji slave Sv. Savu. Dr Radoslav M. Grujić napisao je da je prilikom svog davnašnjeg istraživanja u bilogorsko-kalničkom kraju, pronašao tri knjige goraždskih i dvanaest mileševskih izdanja.
- poreklom iz Crne Gore: Bajčete, Ždrale, Obradovići, Banjani, — od Banjana. Balote, Zorići, Raketići, Drobnjaci — od Drobnjaka. Bastašići, Devići, Murgaši — od Vasojevića. Koruge, Purići i dr.- od Kolašina. Brdari, Proje, Kljajići i dr.- od Bjelopavlića. Heraci, Herakovići i dr. — od Njeguša. Martinovići, Radičevići, Đuraševići, Hasanovići — od Rovaca.
- poreklom iz Boke Kotorske i Dalmacije: Bani, Kobasice, Oluje, Karari, Jagodići, Danilovići, Dukići, Čavčići, Đuričići i drugi koji slave Sv. Stefana Dečanskog (Mratin-dan), te Bakići i Utješenovići, koji slave Sv. Srđa. Dr Radoslav M. Grujić navodi da je u kalničko-bilogorskom kraju zbog toga naišao „pored rukopisnih knjiga (iz Slatine od Bjelopavlića jedna) i sedam komada skadarskog, a jednu cetinjskog izdanja bogoslužbenih knjiga”.
- poreklom iz Albanije: Lemići, Lekići, Magoši, Magovci, Peleši, Đinđići, Dobrići...
- poreklom iz Bosne: Sirovice od Dervente, Hrgovići od Maglaja, Kokiri od Prnjavora, Godeči, Dobrinići, Slavujevići od Sarajeva, kao i Šamići, Sokolovići, Kozarci, Zmijanci, Usorci, Prusci, Kuprešani...
- poreklom iz Srema i Smedereva: Sakulji (Sakule, staro pusto selo kod Zemuna i Sakulje selo kod Smedereva), Tandari, Tandarići, i dr. Oni su osnovali selo Srem (opština Sokolovac) blizu manastira Lepavine.

## Istorija i kultura kalničko-bilogorskih Srba

### Doseljavanje (15—18. vek)
U oblast današnje severozapadne Hrvatske, kalničko-bilogorski Srbi dolazili su tokom seoba iz različitih pravaca — preko Srema i Slavonije, Ugarske, Dalmacije, Kranjske, Štajerske i Erdelja. Veće seobe tih Srba istoričari dele u četiri razdoblja:
- Prve seobe desile su se u prvoj polovini 15. veka iz srednjovekovne Srbije (Despotovine i Hercegovine), kada se srpski narod smestio uglavnom oko zagrebačkih i kalničkih gora.

Pojedini istoričari, na osnovu dostupnih podataka iz 12. veka, smatraju da je bilo srpskih porodica u tim krajevima i u vreme kada je u Ugarskoj i Hrvatskoj vladala kraljica Jelena Vukanović (mađ. Ilona királyné), kćerka raškog župana Uroša I Vukanovića i supruga ugarskog kralja Bele II Slepog. Njen brat Beloš Vukanović bio je tada ugarski nador i dugo vremena slavonski ban, te je sasvim izvesno da su u pojedine svoje gradove doveli i srpsku vojničku posadu (što je bilo uobičajeno u to vreme, prevashodno zbog lične bezbednosti pridošlog plemstva). Pojedini istoričari primetili su u zapisima iz tadašnjeg vremena pojavu prezimena karakterističnih u srpskom narodu, poput: Relić, Radenković, Radoslavić, Staničić, Stanilović, Pravdić, Grdak, Jagnić/Janjić, itd.
Često su vojnici, posebno vojvode, na novu dužnost odlazili sa svojim porodicama, kao što su to docnije učinili kralj Vladislav i ban Ulrih grof Celjski. Potonji je bio zet srpskog despota Đurđa Brankovića — Smederevca. Proleća 1434. godine, srpski despot Đurađ je svoju kćerku Kantakuzinu Katarinu Branković udao za pomenutog hrvatsko-slavonskog bana Ulriha grofa Celjskog. Tada je zajedno s njom i nešto docnije, došla u gornju Slavoniju i znatna srpska vojnička posada, koja je smeštena u Medvedgrad kod Zagreba, Rakovac kod Vrbovca, Veliki i Mali Kalnik kod Križevca i u Koprivnicu. Katarinin kastelan u Medvedgradu i župan Polja Zagrebačkoga bio Srbin iz Despotovine, plemić Bogavac Milaković, a u oba Kalnika Pavle Mikšić sa svojim vojnicima iz Srbije. Te vojničke posade ostale su i posle Ulrihova ubistva (1456. g.) i odlaska Katarine Branković u Staru Srbiju, a najveći broj ih je vremenom primio katoličku veru.
Između 1467. i 1470. godine u kalničko-bilogorski kraj pristižu srpske porodice iz Bosne i Hercegovine sa vojvodom Vladislavom Hercegovićem, sinom osnivača Hercegovine, Stefana Vukčića Kosače. Vladislav Hercegović je kao utvrde za svoju posadu dobio Veliki i Mali Kalnik kod Križevaca.
Prezimena koja se u to vreme javljaju u okolini Kalnika, Križevaca i Koprivnice ukazuju na srpsko poreklo: Brankovići, Borići, Vučići, Dobrenići, Ivkovići, Jugovići, Nedeljkovići, Novkovići, Marčetići, Milićevići, Obradovići, Petkovići, Petrovići, Poznanovići, Radinovići, Stančići, Đurđevići, Gvozdanovići, Ljubići, Jelačići, Meštrovići, Radakovići, Serbljinovići, Simići, itd.
U jednom pismu ugarskog kralja Matije Korvina od 12. januara 1483. pominje se da je kralj uspeo u protekle četiri godine da u južnu Ugarsku i Slavoniju „preseli oko 200,000 Srba iz Turske”. Ta velika seoba svakako se odrazila i na porast broja Srba u bilogorsko-kalničkom kraju.
- Druge seobe, kao posledica dubljih turskih prodora na Balkan, bile su tokom 16. veka iz severnih krajeva današnje Srbije, Bosne i Hercegovine, Crne Gore i Stare Srbije, većinom preko Kranjske i Štajerske, Ugarske i Slavonije.

Nova naselja niknula su na gotovo opustelom zemljištu, odakle su domicilni „Slovinci” pobegli, zbog turskih pljački i zlostavljanja, pre više desetina godina.
1543. godine dolaze u ove krajeve iz Donje Slavonije i Ugarske još neke vojvode sa svojim oružanicima i narodom, kao što su: Marko Tomašević, Petar Besedić-Pribeg, Ivan Margetić-Rascianus i stric mu Plavša Margetić, koji je osnovao današnje selo Plavšinci kod Koprivnice.
1555. godine pristiglo je 200 uskoka iz Žumberka, dok su iz Donje Slavonije došli trojica braće sa 40 duša — vojvode Aleksa, Dojčin i Vukmir. Iduće godine došao je i vojvoda Ratko Pribeg za 43 pešaka i nastanio se kod sela Topolovca kraj Križevaca. Negde u isto vreme, u ovaj kraj su „uskočili” i Srbi Morlaci, koji su naselili selo Glogovnicu pod Kalnikom.
Jačanju tih seoba doprinela je „Bručka libela” iz 1578. g. kojom je određeno da se plaćenička vojska znatno poveća u Slavonskoj krajini.
Između 1583. i 1586. godine iz srednje Dalmacije stiglo je u ovaj kraj 800 porodica pod vođstvom vojvode Petra Hasanovića, koji se svojim junaštvom istakao u borbama protiv Turaka kod Ivanić-Kloštra 1586. godine.
Iste godine izvedene su i prve znatnije seobe pod komandom Mihajla barona Sekelja i kapetana Hansa Vilhelma Globicera, koji su sa svojim četama prodrli u Malu Vlašku (Donja Slavonija) i doveli srpskog kneza Ivana Pejašinovića sa mnoštvom naroda. Iduće godine, uz nagodbu sa austrijskim vojnim vlastima, knez Ivan Pejašinović je uspeo da se probije do Sirča i povede sa sobom 13 zadružnih porodica sa jednim sveštenikom, te ih smestio u okolinu Koprivnice i Križevaca. Uz njega se pominju u istoj seobi i vojvode Milak Graholjan, Milosav Katalenić i harambaša Vojin.
Potomci ovih doseljenika većinom su očuvali pravoslavlje, tokom velikih borbi koje su vodili sa Zagrebačkom nadbiskupijom protiv nametanja unijatske vere. Međutim, veliki deo naroda je tokom tih previranja ipak prešao u katolicizam i stopio se sa domicilnim „Slovincima”, koji su nakon pomeranja hrvatske granice ka Gornjoj Slavoniji i vaspostavljanja zajedničkog hrvatsko-slavonskog sabora (1558), te unifikacije Hrvatske i Slavonije pod zajedničku kraljevinu — postepeno prihvatili hrvatsko narodno ime.
Posebno značajan događaj za pridošle Srbe zbio se oko 1550. godine, kada je podignut pravoslavni manastir Lepavina, koji je i danas duhovni centar pravoslavnih kalničko-bilogorskih Srba.
- Treće seobe izvršene su uglavnom od kraja 16. do pred kraj 17. veka (1597—1683) preko Slavonije i Hrvatske.

Tokom tih seoba naseljena je i centralna oblast na kojoj žive današnji kalničko-bilogorski Srbi (od Rovišta do Severina). U to vreme, prvi puta se kod srpskog stanovništva (prevashodno sveštenstva) kao naziv za ovaj kraj upotrebljava ime „Vretanija”. Nju će ruski vladari u svojim spisima toga vremena nazivati „srpskom zemljom”.
U to vreme započele su još obimnije seobe Srba u kalničko-bilogorske predele, koje su izveli pukovnik (i baron) Hans Sigismund Herberštajn i njegovi kapetani Grgur Lajbaher, Alban Grasvajn i Gašpar Glajspah, kako bi povećali broj Srba na Slavonskoj krajini.
Juna 1597. g, po želji harambaše Milije, križevački kapetan Grgur Lajbaher upao je u Malu Vlašku i popalio sela Cepidlake, Drežnik i Kusonje, te izveo Miliju sa 117 Srba i 1,000 grla stoke, te ih naselio po selima: Crkvena, Sv. Ivan Žabno, Glogovnica, Topolovac, Gradec, Dubrava i Sv. Petar Čvrstec. Iste godine prebegao je iz turskog dela Slavonije (manastir Orahovica) i poznati ”serbo-slavonski” episkop Vasilije, te nastavio sa službom u manastiru Marča.
Septembra 1599. baron Herberštajn je uspeo da prodre sa 500 vojnika do Podravske Slatine, kao i do Požege, koju je zapalio i vratio se sa 1,100 Srba i 4,000 grla stoke. Taj narod je prethodno živeo oko Pakraca u 17 sela: Bogićevci, Medari, Dragalići, Kukavice, Smrtić, Borovac, Cage, Benkovac, Bijela Stijena, Rogolje, Bršljanica, Drenovci, Pustoselo, Rakovčani, Rasočka i Džaferaginci. Srbi su pri odlasku zapalili ova sela.
Koprivnički kapetan Alban Grasvajn upao je 27. januara 1600. u turski deo Podravine, gde je opustošio okolinu Virovitice i Brezovice.
Maja 1600. g. provalio je ivanićki kapetan Gašpar Glajspah u 8 sela istočno od Pakraca (Kričike, Cikote, Prgomelje, Šumetlica, Grahovljani, Bobare, Kusonje i Dereza), odakle je u Ivanić doveo 828 Srba, od kojih se 238 naselilo oko Rovišća, gde su podigli novo selo — Prgomelje.
Sledećih godina i decenija, seobe Srba su neprestano trajale u manjim obimima, sve do 1642. godine kada je u kalničko-bilogorski kraj prešlo mnogo naroda iz Donjeg Pounja i Unca, s velikim brojem kaluđera iz manastira Rmnja i Moštanice, te mitropolitom bosansko-ličkim Gavrilom Predojevićem.
- Četvrte seobe događale su se krajem 17. i početkom 18. veka (1683—1718), takođe iz raznih srpskih krajeva, preko Slavonije i Hrvatske.

Najveća pomeranja u tom razdoblju dogodila su se 1688. godine, nakon ponovnog osvajanja Užica od strane Turaka, kada je iz užičkog kraja i Pomoravlja u Slavoniju prebeglo 6,000 Srba. Iduće godine, došlo ih je iz krajeva oko Sarajeva i Tuzle još 1,500. Neki od njih doselili naselili su uglavnom istočni kraj Vretanije, od Severina do reke Ilove i Moslavine. Tada je konačno zaključeno naseljavanje ove oblasti Srbima.

### Borbe kalničko-bilogorskih Srba krajišnika pod zastavom Habzburgovaca

#### 15. i 16. vek
Kada su 1463. godine Turci zauzeli Bosnu, Hrvatska i slovenačke zemlje postale su lak plen njihovih smelih prodora. Hrvatska je trebalo da postane „predziđe hrišćanstva” u odnosu na Zapadnu Evropu, ali se ubrzo pokazalo da je ona preslaba da samostalno odgovori tom zadatku. Već 1469. godine Osmanlije su provalile preko Une duboko u Hrvatsku i preko Save u Slavoniju, dok je jedan deo Turaka zauzeo i delove Dalmacije. 1471. g. Turci su u svojim pljačkaškim pohodima stigli do Ljubljane. Laka i brza turska konjica pustošila je zemlje kroz koje je prolazila, stanovništvo proterivala ili odvodila u roblje, spaljivala sela i gradove, razarala feude i tvrđave. Najteži poraz protiv Turaka Hrvati su pretrpeli 1493. godine na Krbavskom polju u današnjoj Lici (Krbavska bitka), gde je hrvatsko-ugarska vojska do nogu potučena, izgubivši 15,000 ljudi. Teritorije Hrvatske i Slavonije toliko su se smanjile da su posle Mohačke i Gorjanske bitke Turci doprli nadomak Koprivnice, Križevaca i Zagreba, a na jugu do Splita, Zadra i Senja. Plemstvo se povlačilo u utvrđene gradove, dok je narod bežao ka gornjoj Slavoniji, Mađarskoj, Slovačkoj, Češkoj i Burgenlandu. U takvoj situaciji, kada su Hrvatska i Slavonija bile na izdisaju, spas je ipak stigao — habzburški vladari i prebegli Srbi. 1527. godine Habzburzi su preuzeli vlast nad „ostacima ostataka” i obavezali se da će braniti te zemlje. No, Hrvatska je na ime ratnog poreza mogla da skupi jedva 1,500 forinti, od potrebnih 200,000 za održavanje vojske. Tvrđave su lako padale, jer vojne posade nisu imale podršku stanovništva, koje se razbežalo. Oko njih je nastala pustoš, a između carske i preostale hrvatske plemićke vojske s jedne strane, te Turaka s druge, širio se pojas opustele „ničije zemlje”. Srbi koji su još uvek pružali otpor gde su mogli, u zbegovima su krenuli ka Hrvatskoj i Slavoniji, tako da su pojedini srpski plemići prelazili na austrijsku stranu, posebno nakon pogibije poslednjeg srpskog despota Pavla Bakića, koji se sa svojom konjicom proslavio pri odbrani Beča 1529. godine.
Prebegli srpski narod predvode od tada njegove narodne starešine (knezovi, vojvode, serdari, barjaktari, pravoslavno sveštenstvo), i sve češće se stavljaju pod zaštitu i službu austrijskih carskih komandanata. Začinje se na taj način buduća Vojna krajina iz dva carska generalata — Varaždinskog i Karlovačkog. Hrvatsko plemstvo zadržalo je samo odbranu na reci Kupi sa svojom malom banderijalnom i banskom vojskom. Srbi-krajišnici postaju najznačajniji faktor odbrane u smislu žive sile, dok su finansijsku snagu predstavljali donjoaustrijski staleži.
Hans Ungand, kojemu je 1540. godine bila poverena organizacija na uspostavljanju odbrane, kao vrhovni zapovednik kraljevskih četa na Ugarskoj i Hrvatsko-slavonskoj krajini, napisao je štajerskoj vlasteli da nije moguće sprovesti odbranu sa domaćih hrvatskim i slovinskim kmetovima, te da ti ljudi nisu dorasli za borbu s Turcima „…pa bi trebalo da neko i njih brani (…) Oni su navikli samo da služe oko stolova svojih gospodara i pune podrume i koševe njihove.” Potom je predložio da se hitno nabave plaćeničke čete Nemaca i posebno Srba, koji vrlo uspešno suzbijaju provale Turaka u Senjskom primorju, Žumberku i Kranjskoj. U očima Evrope, „predziđe (antemurale) hrišćanstva” pod uticajem pape i dalje je ostalo hrvatsko-katoličko, iako su glavnu i presudnu komponentu odbrane činili pravoslavni Srbi. Tako je ostalo vekovima, jer je Hrvatska kao zemlja poistovećivana sa hrvatskim narodom, tako da su Srbi i njihova istorijska uloga u odbrani Evrope od Turaka, često potpuno ignorisani.

#### 17. i 18. vek
Tokom narednih decenija, kalničko-bilogorski Srbi učestvovali su i kao krajiška vojska i kao vojni plaćenici u svim ratovima koje je vodila Austrija na tlu Evrope, od kojih je najveći i najkrvaviji bio Tridesetogodišnji rat (1618—1648).
1683. godine, 12. septembra, potučena je turska vojska pod Bečom. Bio je to poslednji pokušaj Osmanlija da prodru u dubinu Centralne i Zapadne Evrope. Presudnu ulogu odigrao je poljski kralj Jan III Sobjeski, i to kada je Beč bio pred padom, napušten od cara Leopolda I i 60,000 građana. Od tada je turska sila počela naglo da opada i njena premoć u Evropi nepovratno je izgubljena. U Slavoniji je buknuo ustanak Srba obe vere (Šokci su u to vreme smatrani i popisivani kao Rašani-katolici, tako da je još u 16. veku na nekoliko evropskih mapa Donja Slavonija (slavonske oblasti istočno od reke Ilove) beležena kao „Rascija”.
Varaždinski general Jakov Lesli, po naređenju cara, otpočeo je oslobođenje ostatka Slavonije. Oslobođeni su gradovi Virovitica i Slatina sa oko 200 sela, ali se privremeno stalo jer je morao da bude oslobođen Budim. Nakon turske propasti u Budimu 1686. g. počela je da pada čitava Slavonija. Srbi iz Donje Slavonije, koji su do tada bili turska raja, oduševljeno su se pod posebnom komandom pridružili carskoj vojsci i rat se produžio. Turci su gonjeni sve do Kosova, što je dalo podstrek i Srbima u Srbiji da se pridruže carskoj vojsci. U tome je svesrdnu ulogu odigrao patrijarh srpski Arsenije III, koji je napustio pomirljivu politiku, pozvavši tamošnje Srbe na ustanak. Austrijska vojska dospela je čak do Skoplja, ali je smrt čuvenog generala Pikolominija, kao i bahato ponašanje austrijskih vojnika (vršili su pljačke i nad hrišćanima), dovela do ogorčenja kod domaćih ustanika. Nasilno razoružavanje Srba i Arbanasa i paljenje njihovih sela pojačalo je netrpeljivost još više i vojska je počela da se osipa. Turci su iskoristili takvo stanje, pregrupisali se i krenuli da izgone austrijsku vojsku iz Makedonije i Srbije. Sa vojskom morao je da se povlači zbog turske osvete i silan narod na čelu sa patrijarhom Čarnojevićem. Srbija je potpuno spaljena u turskoj osveti, posebno srpske svetinje — crkve i manastiri, a preostali ljudi su ubijani i mučeni. Zavladala je velika glad i beda. Patrijarh Arsenije Čarnojević je pred Beogradom održao veliki narodni zbor, na kojem je zatražio i dobio od Austrije dopuštenje za prelazak i naseljavanje izbeglih Srba u Sremu i Južnoj Ugarskoj, kao i privilegije, koje su postale osnov narodnih prava u novoj državi. U istoriografiji je taj događaj poznat kao „velike seobe Srba”, kada je 1690. godine iz donjih srpskih krajeva izbeglo 60-70,000 duša sa svojim patrijarhom. Borbe su nastavljene, a mir s Turcima sklopljen je 26. januara 1699. u Sremskim Karlovcima.
Nakon što je granica prema Turcima pomerena, nestala je važnost Varaždinskog generalata u daljim okršajima s Turcima, razmišljalo se u Beču o njegovom ukidanju. No, zbog Rakocijevog ustanka u Mađarskoj i neprestanih buna kalničko-bilogorskih Srba protiv ukidanja njihovih privilegija, ta odluka je odgođena. Car Leopold se 1704. godine obratio Varaždinskom generalatu sa zahtevom da na bojište protiv Rakocija uputi 2,500 do 3,000 pešaka i konjanika. Tako su u od svih krajišnika, kalničko-bilogorski bili najviše angažovani u borbama protiv Rakocijevih „kuruca”, počev od čišćenja Međimurja, do bitke kod Trenčina. Prvih godina su donjoaustrijski staleži uredno plaćali krajišnike (isplaćujući njihovo „leno” u novcu i platnu), ali je kasnije leno sve više kasnilo, što je opet izazivalo bune među Srbima, kako u Varaždinskom, tako i u Karlovačkom generalatu.
Kalničko-bilogorski Srbi će u vreme vladavine cara Karla VI ponovo ratovati protiv Turske (1737—1739). U toko tog ratovanja borili su se protiv bosanskih muslimana oko Vakuf, Ostrošca, Bihaća i Banja Luke, istovremeno se i braneći od njihovih prodora.
Nakon što je i taj rat okončan, dolaskom carice Marije Terezije na austrijski presto, Srbi Varaždinskog generalata učestvovaće u ratu Austrije protiv Pruske (tzv. „Rat za austrijsko nasleđe”) i njenih saveznika (1740—1748). Svakog proleća, na hiljade Srba iz oba generalata odlazilo je na ratišta u Češku, Bavarsku, Šleziju, na Rajnu i Italiju.
Završetkom austrijsko-pruskog rata, bečki dvor je počeo da sprovodi reformu vojske, od čega nije bio pošteđen ni Varaždinski generalat. Srpski oficiri su tada mahom bili raščinjeni ili degradirani u znatno niža zvanja, narodne („vlaške”) samouprave su okrnjene ili sasvim pogažene. Vojna obaveza je postala još teža, jer su sve porodice umesto jednog, morale daju dva ili tri vojnika, da ih izdržavaju i nabavljaju skupe uniforme, tzv. „mundure”. Od tada (1754. g.) se na gotovo sva komandna mesta postavljaju uglavnom Nemci, umesto starih krajina došle su nove regimente, umesto seoskih opština — vojne kompanije, a umesto slobodnih krajiških baština — carsko vojno leno. Sve je to uticalo na česte bune krajišnika, koje su silom gušene.
Mir između Austrije i Pruske nije dugo potrajao, tako da je uskoro izbio i Sedmogodišnji rat (1756—1763) u kojem su u velikom broju opet učestvovali kalničko-bilogorski Srbi, kao i svi ostali graničari Srbi i Hrvati iz čitave Vojne krajine. Pošto su u tom ratu krajišnici ponovo igrali ključnu ulogu, odgođeno je njihovo razvojačenje za čitav jedan vek. Štaviše, došlo je i do proširenja Vojne krajine, čime je i položaj Srba u Habzburškom carstvu ponovo popravljen. Prvi srpski general austrijske vojske postao je Mihajlo Mikašinović, koji se svestrano zalagao za Srpstvo u Hrvatskoj.
Od 1778—1779. godine bilogorsko-kalnički Srbi su se borili i u Ratu za bavarsko nasleđe u Bavarskoj i Češkoj.

##### Počeci savremenog školstva
Počeci savremenog školstva kod kalničko-bilogorskih Srba sežu u 18. vek. Iznureni ratovima, osiromašeni, krajišnici nisu imali mogućnosti da pre 18. veka otvaraju klasične škole i izdržavaju učitelje. Do tada se ćirilička pismenost ograničavala na nekoliko manastira u oba generalata — Marču, Lepavinu, Gomirje i Komogovinu. Prvu školu Srbi su otvorili 1729. godine u Kostajnici, dok je u Varaždinskom generalatu školstvo započelo s nekoliko manjih škola 1740-tih i 1750-tih, koje se nisu dugo održale, jer su srpske škole bile dozvoljene samo u čisto srpskim mestima, a u mešanima — samo katoličke. Stoga su srpska deca Kalnika i Bilogore u 18. veku, milom ili silom, pohađala katoličke škole. Zabeleženo je da je godine 1774. nemačke škole Varaždinskog generalata pohađalo 62 srpske dece.
Srpska škola u Bjelovaru osnovana je početkom 1778. godine, zalaganjima vretanijskih trgovaca i pakračkog episkopa.

## Poznate ličnosti
- Simeon Vretanja
- Pavle Solarić
- Petar Preradović
- Nikola Severović
- Bogdan Diklić
- Vojislav J. Đurić

## Literatura
- Ивић, Алекса (1909). Сеоба Срба у Хрватску и Славонију: Прилог испитивању српске прошлости током 16. и 17. века. Сремски Карловци.
- Grujić, Radoslav M. (1913). Najstarija srpska naselja po severnoj Hrvatskoj do 1597. godine. Beograd: Glasnik Srpskog geografskog društva. стр. 153—167.
- Гавриловић, Славко (1993). Из историје Срба у Хрватској, Славонији и Угарској (XV-XIX век). Београд: Филип Вишњић.
- Кашић, Душан Љ. (1967). Срби и православље у Славонији и сјеверној Хрватској. Загреб: Савез удружења православног свештенства Хрватске.
- Klaić, Nada (1976). Društvena previranja i bune u Hrvatskoj u XVI i XVII stoljeću. Beograd: Nolit.
- Popović, Dušan J. (1990). Srbi u Vojvodini. Novi Sad: Matica srpska.
- Tomić, Jovan N. (1990). Srbi u velikoj seobi: deset godina iz istorije srpskog naroda i crkve pod Turcima : (1683—1693). Beograd: Prosveta.
- Грбић, Манојло (1891). Карловачко владичанство. књ. 1. Карловац.
- Грбић, Манојло (1891). Карловачко владичанство. књ. 2. Карловац.
- Грбић, Манојло (1893). Карловачко владичанство. књ. 3. Карловац.
- Грујић, Радослав (1930). Споменица о Српском православном владичанству пакрачком. Пакрац: Издање свештенства Владичанства пакрачког.
- Грујић, Радослав (1931). Пакрачка епархија: Историско-статистички преглед. Нови Сад.
- Trifković, Srdjan (2010). The Krajina Chronicle: A History of Serbs in Croatia, Slavonia and Dalmatia. Chicago-Otawa-London: The Lord Byron Foundation for Balkan Studies.
- Долгова, Светлана; Иванова, Екатарина; Турилов, Анатолий; Суботин-Голубовић, Татјана (2009). Москва — Сербия. Белград — Россия: сборник документов и материалов. Т. 1: Общественно-политические связи XVI-XVIII вв. Београд — Москва: Архив Србије/Главное архивное управление города Москвы/Федеральное архивное агентство/Российский государственный архив древних актов. ISBN 978-86-81511-45-9. Архивирано из оригинала 20. 12. 2016. г. Приступљено 15. 12. 2016.
- Sučević, Branko P. (1953). „Razvitak „Vlaških prava” u Varaždinskom generalatu”. Historijski zbornik (PDF). Zagreb: Povijesno društvo Hrvatske. Архивирано из оригинала (PDF) 07. 08. 2016. г. Приступљено 15. 12. 2016.
- Kudelić, Zlatko (2004). Katoličko-pravoslavni prijepori o crkvenoj uniji i grkokatoličkoj Marčanskoj biskupiji tijekom 1737. i 1738. godine. Zagreb: Hrvatski institut za povijest.

## Spoljašnje veze
- Srbi i Vojna Krajina
- Zvanična stranica manastira Lepavine
- Istorija manastira Marče Архивирано на веб-сајту  (15. мај 2013)
- Маpа Архивирано на веб-сајту  (30. април 2021)
- Маpа
- Mapa